# يويداي ناكاجيما
يويداي ناكاجيما (باليابانية: 中嶋 雄大) (31 أغسطس 1984 في كوشي في اليابان – )؛ هو لاعب كرة قدم ياباني سابق كان يلعب كمهاجم.

## وصلات خارجية
- يويداي ناكاجيما على موقع رابطة كرة القدم اليابانية للمحترفين (اليابانية)
- يويداي ناكاجيما على موقع Soccerway.com (الإنجليزية)